# スタジオ九魔
スタジオ九魔（スタジオくま）は、かつて存在した日本のアニメ制作会社。正式な商号は有限会社九魔（くま）。練馬アニメーション会員であった。

## 概要
1977年12月6日、スタジオディーンの社員で仕上と特殊効果を行っていた隈部昌二が仕上げ専門スタジオとして設立した。社名の由来は、設立時の社員が9人だったことと隈部が九州出身であることによる。
設立当初は、サンライズやシンエイ動画の仕上げ作業の請負が中心だったが、1984年に『巨神ゴーグ』をきっかけに作画部門を設けた後、演出スタッフも参加する。1990年代前後に入ってからは制作スタッフを立ち上げグロス請けを開始した。幾つかの会社のグロス請けを経て2000年に制作した18禁OVAである『回春』シリーズより元請制作を開始した後も他社からの下請を担当しつつ、18禁OVAの制作を主とした。
18禁OVAについては一部の例外を除き、メディアバンクやアニメアンテナ委員会の発注を受けて「STUDIO9MAiami」名義で制作していた。
2003年に初の一般向け作品である『銀河鉄道物語』を制作して以降、『なるたる』等といったテレビシリーズの制作および制作協力を行っている。
2017年12月に社長の隈部が死去し、更に翌2018年6月に関連会社の「アジアアニメーションパートナーズ（AAP）」が東京地裁から破産開始決定を受けたのを機に、九魔が事業停止になった事実が公表された。AAPも含めたアニメーション制作関連事業は新たに独立設立された「株式会社戯画プロダクション」（ぎがプロダクション）に譲渡され、『デュエル・マスターズ』の制作グロスを引き継いだ。また、作画部門の一部は「ちぃーむハラダ」として独立した。

## 作品

### テレビアニメ
| 開始年 | 放送期間         | タイトル                        | 監督       | 備考                                     |
| ------ | ---------------- | ------------------------------- | ---------- | ---------------------------------------- |
| 2003年 | 10月 - 2004年4月 | 銀河鉄道物語                    | 西本由紀夫 |                                          |
| 2005年 | 1月 - 7月        | 魔豆奇伝パンダリアン            | 大庭秀昭   | 日台合作作品                             |
| 2005年 | 4月 - 6月        | IZUMO -猛き剣の閃記-            | 冨永恒雄   | 共同制作：トライネットエンタテインメント |
| 2006年 | 10月 - 2007年3月 | 銀河鉄道物語 〜永遠への分岐点〜 | 冨永恒雄   |                                          |
| 2008年 | N/A              | 金牌熊猫 Sports Panda           | N/A        | 日台合作作品、日本未放映                 |

### OVA

#### 一般
| 発売年 | タイトル                            | 監督     |
| ------ | ----------------------------------- | -------- |
| 2003年 | HAPPY★LESSON（第5巻）               | 誌村宏明 |
| 2007年 | 銀河鉄道物語 〜忘れられた時の惑星〜 | 大庭秀昭 |

#### 18禁
| 発売年 | タイトル                         | 備考    |
| ------ | -------------------------------- | ------- |
| 2000年 | 回春                             |         |
| 2000年 | G-tasteシリーズ                  | -2002年 |
| 2001年 | 猟奇の檻～第2章～                |         |
| 2002年 | 螺旋回廊                         |         |
| 2007年 | 回春 完全版 リニューアルモザイク |         |

### ゲーム
- フルアニ （アニメーション、2006年）

### 仕上担当作品
テレビアニメ
- 怪物くん（1980年-1982年）
- 無敵ロボ トライダーG7（1980年-1981年）
- パーマン（1983年-1985年）
- へーい!ブンブー（1985年-1986年）
- あんみつ姫（1986年-1987年）
- シティーハンター（1987年-1988年）
- ビリ犬（1988年-1989年）
- スペースオズの冒険（1992年-1993年）
- 機動武闘伝Gガンダム（1994年-1995年）
- 魔法騎士レイアース（1994年-1995年）
- 恐竜冒険記ジュラトリッパー（1995年）
- 剣風伝奇ベルセルク（1997年-1998年）
- 機動天使エンジェリックレイヤー（2001年）
- はじめの一歩（2002年）
- 炎の蜃気楼（2002年）
- アイドルマスター XENOGLOSSIA（2007年）
- みなみけ（2007年）
- xxxHOLiC◆継（2008年）

劇場アニメ
- 火垂るの墓 （1988年）
- カウボーイビバップ 天国の扉（2001年）

OVA
- トップをねらえ!（1988年）
- 鴉天狗カブト（1992年）

### 制作協力
テレビアニメ
- のらくろクン（制作元請：スタジオぴえろ、各話制作協力、1987年-1988年）
- 鉄拳チンミ（制作元請：葦プロダクション、各話制作協力、1988年）
- The California Raisin Show（制作元請：ムラカミ・ウルフ・スウェンソン、アニメーション制作協力、1989年）※ノンクレジット
- 3丁目のタマ うちのタマ知りませんか?（制作元請：グループ・タック、各話制作協力、1994年）
- 超くせになりそう（制作元請：スタジオ旗艦、各話制作協力、1994年-1995年）
- 快傑ゾロ（制作元請：葦プロダクション、各話制作協力、1996年-1997年）
- GEAR戦士電童（制作元請：サンライズ、各話制作協力、2000年-2001年）
- ガイスターズ FRACTIONS OF THE EARTH（制作元請：プラム、各話制作協力、2001年-2002年）
- PIANO（制作元請：オー・エル・エム、各話制作協力、2002年-2003年）
- なるたる（2003年）※表記上は制作協力
- コロッケ!（制作元請：オー・エル・エム、各話制作協力、2003年）
- MEZZO -メゾ-（制作元請：アームス、各話制作協力、2004年）
- MÄR -メルヘヴン- （制作元請：SynergySP、各話制作協力、2005年-2007年）
- 絶対少年 （制作元請：亜細亜堂、発注元：銀画屋、各話制作協力、2005年）
- ToHeart2 （制作元請：オー・エル・エム、各話制作協力、2005年）
- しにがみのバラッド。 （制作元請：グループ・タック、発注元：銀画屋、各話制作協力、2006年）
- 魔界戦記ディスガイア （制作元請：オー・エル・エム、各話制作協力、2006年）
- 僕等がいた （制作元請：アートランド、各話制作協力、2006年）
- RAY THE ANIMATION （制作元請：オー・エル・エム、各話制作協力、2006年）
- ポケットモンスター アドバンスジェネレーション （制作元請：オー・エル・エム、189話作画協力、2006年）※放送開始は2002年、実質は制作協力
- ポケットモンスター ダイヤモンド&パール （制作元請：オー・エル・エム、各話作画協力、2006年-2010年）※実質は制作協力
- 天保異聞 妖奇士 （制作元請：ボンズ、各話制作協力、2006年-2007年）
- 東京魔人學園剣風帖 龖（制作元請：AICスピリッツ・ビースタック、各話制作協力、2007年）
- ハヤテのごとく!（制作元請：SynergySP、各話制作協力、2007年）
- 神曲奏界ポリフォニカ （制作元請：銀画屋、各話制作協力、2007年）
- スカルマン THE SKULL MAN（制作元請：ボンズ、各話制作協力、2007年）
- 古代王者 恐竜キング Dキッズ・アドベンチャー（制作元請：サンライズ、各話制作協力、2007年）
- 大江戸ロケット （制作元請：マッドハウス、各話制作協力、2007年）
- ポルフィの長い旅 （制作元請：日本アニメーション、各話制作協力、2008年）
- 蒼天航路 （制作元請：マッドハウス、制作協力、2009年）
- 真マジンガー 衝撃! Z編 （制作元請：BEE・MEDIA、Code、各話アニメーション協力、2009年）
- こばと。 （制作元請：マッドハウス、各話制作協力、2010年）
- ケロロ軍曹 （制作元請：サンライズ、各話制作協力、2010年）
- みつどもえ 増量中! （制作元請：ブリッジ、各話制作協力、2011年）
- プリティーリズム・オーロラドリーム （制作元請：タツノコプロ、各話制作協力、2011年）
- ふるさと再生 日本の昔ばなし （制作元請：トマソン、各話制作協力、2012年）
- この中に1人、妹がいる! （制作元請：Studio五組、各話制作協力、2012年）
- 聖闘士星矢Ω （制作元請：東映アニメーション、各話制作協力、2012年）
- ひだまりスケッチ×ハニカム （制作元請：シャフト、各話制作協力、2012年）
- 閃乱カグラ （制作元請：アニメーションスタジオ・アートランド、各話制作協力、2013年）
- LINE TOWN （制作元請：アセンション、各話制作協力、2013年-2014年）
- アイカツ! （制作元請：サンライズ、各話制作協力、2013年）
- とある科学の超電磁砲S （制作元請：J.C.STAFF、各話制作協力、2013年）
- DEVIL SURVIVOR 2 the ANIMATION （制作元請：bridge、各話制作協力、2013年）
- フリージング ヴァイブレーション （制作元請：エー・シー・ジー・ティー、各話制作協力、2013年）
- デュエル・マスターズ VS （制作元請：アセンション・小学館ミュージック&デジタル エンタテイメント、各話制作協力、2014年）
- がっこうぐらし! （制作元請：Lerche、各話制作協力、2015年）
- 少女たちは荒野を目指す （制作元請：project No.9、各話制作協力、2016年）
- ナースウィッチ小麦ちゃんR （制作元請：タツノコプロ、各話制作協力、2016年）
- 最弱無敗の神装機竜 （制作元請：Lerche、各話制作協力、2016年）
- orange （制作元請：テレコム・アニメーションフィルム、各話制作協力、2016年）

劇場アニメ
- クラッシャージョウ (協力、1983年)
- うる星やつら2 ビューティフル・ドリーマー （制作元請：ぴえろ、制作協力、1984年）
- ドラえもん のび太のドラビアンナイト （制作元請：シンエイ動画、協力、1991年）
- Dr.スランプ アラレちゃん ほよよ!!助けたサメに連れられて… （制作元請：東映アニメーション、協力、1994年）
- クレヨンしんちゃん 嵐を呼ぶ!夕陽のカスカベボーイズ （制作元請：シンエイ動画、協力、2004年）
- クレヨンしんちゃん 嵐を呼ぶ 歌うケツだけ爆弾! （制作元請：シンエイ動画、協力、2007年）
- 河童のクゥと夏休み （制作元請：シンエイ動画、協力、2007年）
- ヱヴァンゲリヲン新劇場版:序 （制作元請：スタジオカラー、制作協力、2007年）
- TRIGUN Badlands Rumble （制作元請：マッドハウス、制作協力、2010年）
- ストライクウィッチーズ 劇場版（制作元請：AIC、制作協力、2012年）

一般OVA
- ヘル・ターゲット（制作元請：中村プロダクション、制作協力、1987年）
- 機動戦士ガンダム0080 ポケットの中の戦争 (制作元請：サンライズ、制作協力、1989年）
- ライトニングトラップ レイナ&ライカ（制作元請：葦プロダクション、制作協力、1990年）
- 紺碧の艦隊（制作元請：J.C.STAFF、各話制作協力、1995年）
- 湘南純愛組! 第3巻 （制作元請：J.C.STAFF、制作協力、1995年）
- グラビテーション（制作元請：プラム、制作協力、1999年）

## 参考資料
- データ原口「STUDIO スタジオ九魔」『アニメージュ』1990年3月号、徳間書店

## 関連人物
- 原田俊介
- 牛島勇二
- 加野晃
- 木下和栄
- 小原充
- 高橋丈夫
- 牧野行洋
- 植田洋一（植田羊一）
- 小野歩
- 前田清明

- 近橋伸隆
- 櫻井司
- 川畑喬
- 竹内光
- 大籠之仁
- 冨永恒雄
- 飯野利明
- 金澤勝眞
- 伊藤史夫
- 岩沢れい子